# Taste of India
Taste of India è una canzone della band hard rock statunitense Aerosmith, scritta dai membri della band Steven Tyler e Joe Perry e dallo scrittore Glen Ballard.
Contenuta come quarta traccia nel dodicesimo album della band Nine Lives, venne pubblicata nel 1997 come singolo promozionale solo per le radio.